# Кузин, Иван Васильевич
Иван Васильевич Кузин (1916 — 24 октября 1943) — командир отделения пулемётной роты 310-го гвардейского стрелкового полка (110-я гвардейская стрелковая дивизия, 37-я армия, Степной фронт), гвардии старший сержант. Герой Советского Союза (1944).

## Биография
Родился в 1916 году в посёлке Брянский рудник ныне город Брянка. Работал с 1931 по 1942 год на шахте.
Призван в армию в 1942 году. В действующей армии с сентября 1942 года. Сражался на Закавказском, Северо-Кавказском, Степном, 2-м Украинском фронтах. Отличился на Степном фронте в Полтавско-Кременчугской наступательной операции. 29 сентября 1943 года форсировал на подручных средствах Днепр. В боях с 5 по 7 октября огнём пулемётов своего отделения уничтожил более 40 вражеских солдат и офицеров.
24 октября 1943 года в одном из наступательных боев на пятихатском направлении погиб в районе деревни Марьевка Онуфриевского района Кировоградской области.
Указом Президиума Верховного Совета СССР «О присвоении звания Героя Советского Союза офицерскому, сержантскому и рядовому составу Красной Армии» от 22 февраля 1944 года за «образцовое выполнение боевых заданий командования при форсировании реки Днепр, развитие боевых успехов на правом берегу реки и проявленные при этом отвагу и геройство» удостоен посмертно звания Героя Советского Союза.